# 한립
한립(韓立, ? ~ ?)은 전한 말기의 군인으로, 자는 자연(子淵)이다.

## 행적
호서역기도위를 지내다가 집금오로 승진하였으나, 자신이 천거한 관리가 죄를 지어 면직되었다.

## 출전
- 반고, 《한서》 권19하 백관공경표 下

| 전임 염포 | 전한의 서역도호 ? ~ 기원전 22년 | 후임 단회종 |

| 전임 신경기 | 전한의 집금오 기원전 22년 ~ 기원전 17년 | 후임 한훈 |